# Emil Cieślar
Emil Cieślar (ur. 22 maja 1931 w Rougemont-le-Château) – artysta, rzeźbiarz, performer, od lat 60. realizujący happeningi i projekty artystyczne także ze swoją żoną, Elżbietą Cieślar.
W latach 1953–1959 studiował na Akademii Sztuk Pięknych w Warszawie, uzyskując dyplom z wyróżnieniem w pracowni Jerzego Jarnuszkiewicza. W 1959 roku wziął udział w konkursie na pomnik Bohaterów Warszawy w zespole Andrzej Latos i Karol Śliwka. Po zakończeniu studiów podjął asystenturę u prof. Oskara Hansena. Pozostał na tym stanowisku do roku 1964, w którym to objął samodzielne prowadzenie pracowni rzeźby dla studentów wydziału architektury wnętrz ASP w Warszawie. 
Współzałożyciel powstałego w roku 1963 Stowarzyszenia Projektantów Wzornictwa Przemysłowego. Jest autorem wielu projektów dla przemysłu, m.in. projektu pierwszego polskiego komputera oraz motocykla dla WSK w Świdniku.
W czerwcu 1972 wraz z  żoną, Elżbietą Cieślar, wziął udział w zorganizowanej przez Pawła Freislera  w Galerii "0" dwudniowej akcji "Czyszczenie sztuki". W ramach akcji zaprezentowali oni pracę „Kalejdoskop czyli popatrz przez rurę". Jesienią w tej samej galerii wystawili pracę „Wykroje krawieckie” (1972).
Od roku 1973, w którym Elżbieta Cieślar objęła kierownictwo Galerii Repassage, współprowadził z nią galerię. Stworzyli w tym czasie m.in. „Słonia” (1973), serię „Labirynt” (1973-1974), „Camera obscura” (1974), „Zbiór butów używanych” (1975), „Karuzelę postaw” (1975-1976), dyptyk „Dobrze-Stańczyk” (1977).
Latem 1976, po wydarzeniach radomskich, Emil Cieślar został zwolniony ze stanowiska profesora wykładowcy w Akademii Sztuk Pięknych w Warszawie. W tym samym roku wyjechał na rok do Francji i Niemiec. W 1978, na skutek zakazu pracy w państwowych instytucjach dla niego i żony, wyemigrował wraz z rodziną do Francji.
Jesienią 1980 roku wraz z żoną i francuskimi przyjaciółmi założyli Paryski Komitet Solidarności z Solidarnością, w którym działali do 1989 roku.
W 1982 roku Emil Cieślar rozpoczął swe poszukiwania w dziedzinie koloru tworząc „Kolekcję kolorów” stanowiącą początek jego «Muzyki barw». W 1984 roku skonstruował „Organy kolorów” – instrument, pozwalający grać za pomocą kolorowych świateł tak, jak gra się muzykę. Koncertował prywatnie w domu Cieślarów w Epinay sur Seine. Pierwszy publiczny występ Emila Cieślara w ramach „Muzyki barw” – «Cienie i kolory» miał miejsce w 1988 roku w kaplicy Centrum Sztuki Współczesnej w Orońsku.
W 1988 roku wraz z Elżbietą Cieślar stworzyli "Schody pamięci" - instalację wykonaną z zatopionych w plexiglasie  przedmiotów, przekazanych przez osoby zaangażowane  w działalność podziemnej Solidarności jako ślady ich pamięci.
W roku 1995 opuścił Paryż, by dołączyć do swej żony w Vallorcine, gdzie wspólnie, w ramach stowarzyszenia Art et Montagne, uczyli rzeźbiarstwa. W 1999 roku Cieślarowie przeprowadzili się do Saint-Jeoire, skąd po 10 latach przeprowadzili się do Die, w którym obecnie mieszkają i kontynuują działania w ramach stowarzyszenia Art et Montagne.

## Wybrane wystawy ihappeningi
- 1957 – udział w polskiej wystawie Wzornictwa Przemysłowego IX Triennale w Mediolanie
- 1968 – pierwsza wystawa Cieślarów «Punkty» w Galerii Foksal w Warszawie
- 1972 -  udział Cieślarów w akcji -"Czyszczenie sztuki" w Galerii "0" w Warszawie
- 1979 – happening Cieślarów „Le Cercueil de Malévitch” w ramach sprzeciwu wobec wystawy „Paris-Moscou” w Centre Pompidou[5]
- 1980 – happening Cieślarów „La paix Olympique” nawiązujący do Olimpiady w Moskwie oraz Radzieckiej interwencji w Afganistanie[5]
- 2001 – wystawa retrospektywna Elżbiety i Emila Cieślarów „Anarchia –Repassage” w Centrum Sztuki Współczesnej Zamek Ujazdowski[6]
- 2003 – udział w wystawie „Wolność! Bez odpowiedzialności!? tak!? Nie!”, Warszawa Teatr Academia.
- 2010 – «Muzyka przestrzeni gwiezdnej» – koncert świateł w Galerii Sztuki Współczesnej w Opolu podczas drugiego Biennale Ars Polonia – W przestrzeni
- 2013 – «Cienie i kolory» – Koncert – performance w ramach tygodnia dźwięku w sali koncertowej Bellone w Brukseli, Emil Cieślar: autor partytury światła i gra na «Organach barw», Marc Galo: gitara, Adrien Lambinet: puzon, Antoine Prawerman klarnet i autor partytury dźwięku.
- 2015 – wystawa „Solfeż muzyki kolorów „w galerii Pola Magnetyczne w Warszawie